# Môi trường trầm tích

Một số môi trường trầm tích phổ biến

Môi trường trầm tích là một khái niệm của địa chất học, mô tả sự kết hợp của các quá trình vật lý, hóa học và sinh học kết hợp với sự lắng đọng của các vật liệu trầm tích cụ thể và sau đó thông tin của chúng được thể hiện trong các loại đá được hình thành.
Thông thường một loại đá hay một nhóm đá trầm tích nào đó sẽ gắn với một hình thái môi trường cụ thể. Một số kiểu môi trường vẫn có mặt ở hiện tại nhưng cũng có một số chỉ tồn tại trong quá khứ, ví dụ môi trường băng giá của kỷ băng hà.

## Phân loại
- Lục địa (trên đất liền hoặc vùng nước ngọt): Phù sa, sông và dòng chảy, gió, hồ cổ, đầm lầy…
- Chuyển tiếp (ảnh hưởng bởi cả nước ngọt và nước mặn): Cửa sông, thủy triều, phá, hồ…
- Biển (chỉ có nước mặn): Biển nông (thềm nông, thềm sâu), biển sâu, rặng san hô…

Trầm tích tại cửa sông nơi tiếp giáp với hồ

- Khác: Evaporit, băng hà, núi lửa…

## Tính chất
- Tướng đá: Một nhóm đá có tính chất đặc trưng gắn liền với một môi trường trầm tích cụ thể. Tại một địa điểm cố định thì một tướng đá có xu hướng phát triển về phía một tướng đá cụ thể khác.
- Năng lượng: Năng lượng càng cao (sức gió hay tốc độ dòng chảy cao) thì đi với với độ hạt lớn. Ví dụ, một dòng suối ở vùng núi dốc có tốc độ chảy nhanh nên nó chỉ còn những hạt sỏi và đá cuội được giữ lại. Trong khi một dòng sông lớn ở đồng bằng vì chảy chậm nên không đẩy được những hạt cát đi và vì thế có cát trong trầm tích của nó. Còn các vùng nước gần như tĩnh như đầm hồ thì có cả các trầm tích sét ở đáy của chúng.
- Cấu trúc trầm tích: Là sự phân lớp của nhiều lớp song song từ già đến trẻ theo hướng từ dưới lên, thường dốc về hướng của dòng chảy hoặc gió.